# Stelis depressa
Stelis depressa är en biart som beskrevs av Timberlake 1941. Stelis depressa ingår i släktet pansarbin, och familjen buksamlarbin. Inga underarter finns listade i Catalogue of Life.